# 肯塔基聯邦訴多諾修案
肯塔基聯邦訴多諾修案（Commonwealth v.Donoghue，250 Ky.343,63 S.W.2d 3（1933）），為一肯塔基州上訴法院裁定的案件，涉及將繼受法規引入普通法刑事罪行的共謀罪。

## 背景
多諾修(M. Donoghue)及同夥在肯塔基州肯頓縣經營了"布恩貸款公司"(Boone Loan Company)，該公司被指控收取高利貸利率、或其它不法貸款。法官在案件中判立如下罪行："對於嚴重傷害的慣常行為之惡意計劃"。

## 判決
上訴法院維持了法官在肯塔基州建立普通法罪行的能力。 然於1975年，肯塔基州法規[KRS 500.020]禁止在肯塔基州起訴普通法罪行。